# Risvolti
I risvolti o risvoltini

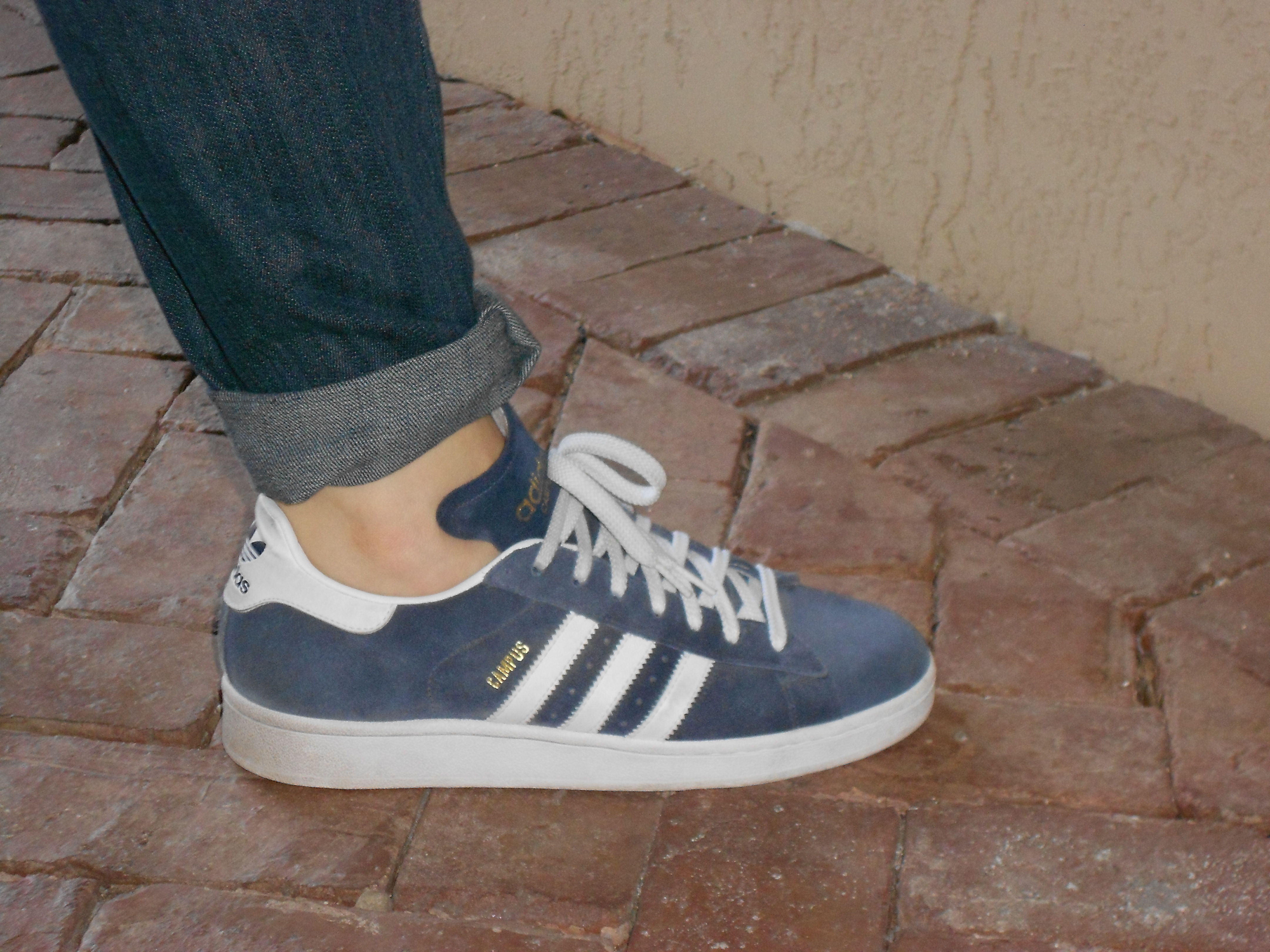
Esempio di risvolto effettuato su una gamba

sono una piega che si applica all'orlo inferiore dei pantaloni fino a scoprire di qualche centimetro le caviglie. Essi sono stati molto diffusi e in voga nel secondo decennio del XXI secolo.
I risvoltini vengono effettuati prendendo la parte di tessuto terminale della gamba dei pantaloni dopo l'orlatura, che vengono rotolati verso l'esterno del pantalone e a volte pressati o cuciti in talune posizione. Questa usanza, utilizzata e nata principalmente tra gli hipster, si è poi largamente diffusa anche tra altri ambienti della moda e nella popolazione.

## Storia
Furono creati nel 1800 non con funzione estetica ma pratica, per ovviare al fango e per non sporcare i pantaloni. Divennero un elemento di stile solo negli anni '30 del 900 solitamente effettuati dagli uomini con solo funzione estetica. Riapparsi negli anni '80 per poi cadere in buona parte in disuso, tornano in voga negli anni 2010 soprattutto tra i giovani grazie allo stilista americano Thom Browne che li ha riportati alla ribalta.. Oggi il risvoltino, pur essendo ancora utilizzato, ha minore diffusione.